# بيغ دي إروين
بيغ دي إروين (بالإنجليزية: Big Dee Irwin)‏ هو مغني أمريكي، ولد في 6 يوليو 1932 في هارلم في الولايات المتحدة، وتوفي في 27 أغسطس 1995.

## وصلات خارجية
- بيغ دي إروين على موقع ميوزك برينز (الإنجليزية)
- بيغ دي إروين على موقع ديسكوغز (الإنجليزية)